# Josef Čihák (fotbalista)
Josef Čihák (1909 – 14. července 1978) byl český fotbalista, záložník. Po skončení aktivní kariéry působil jako trenér.

## Fotbalová kariéra
V československé lize hrál za SK Viktoria Žižkov (1936-1941). Nastoupil v 79 ligových utkáních. Gól v lize nedal.

## Ligová bilance
| Ročník               | Zápasy | Góly | Klub               |
| -------------------- | ------ | ---- | ------------------ |
| Státní liga 1936/37  | -      | 0    | SK Viktoria Žižkov |
| Státní liga 1937/38  | -      | 0    | SK Viktoria Žižkov |
| Státní liga 1938/39  | 16     | 0    | SK Viktoria Žižkov |
| Národní liga 1939/40 | -      | 0    | SK Viktoria Žižkov |
| Národní liga 1940/41 | -      | 0    | SK Viktoria Žižkov |
| CELKEM               | 79     | 0    |                    |

## Trenérská kariéra
Od roku 1957 vedl dorostenecká družstva Sparty. V letech 1964, 1967 a 1968 získal s dorostem Sparty mistrovské tituly.